# Kepler-90

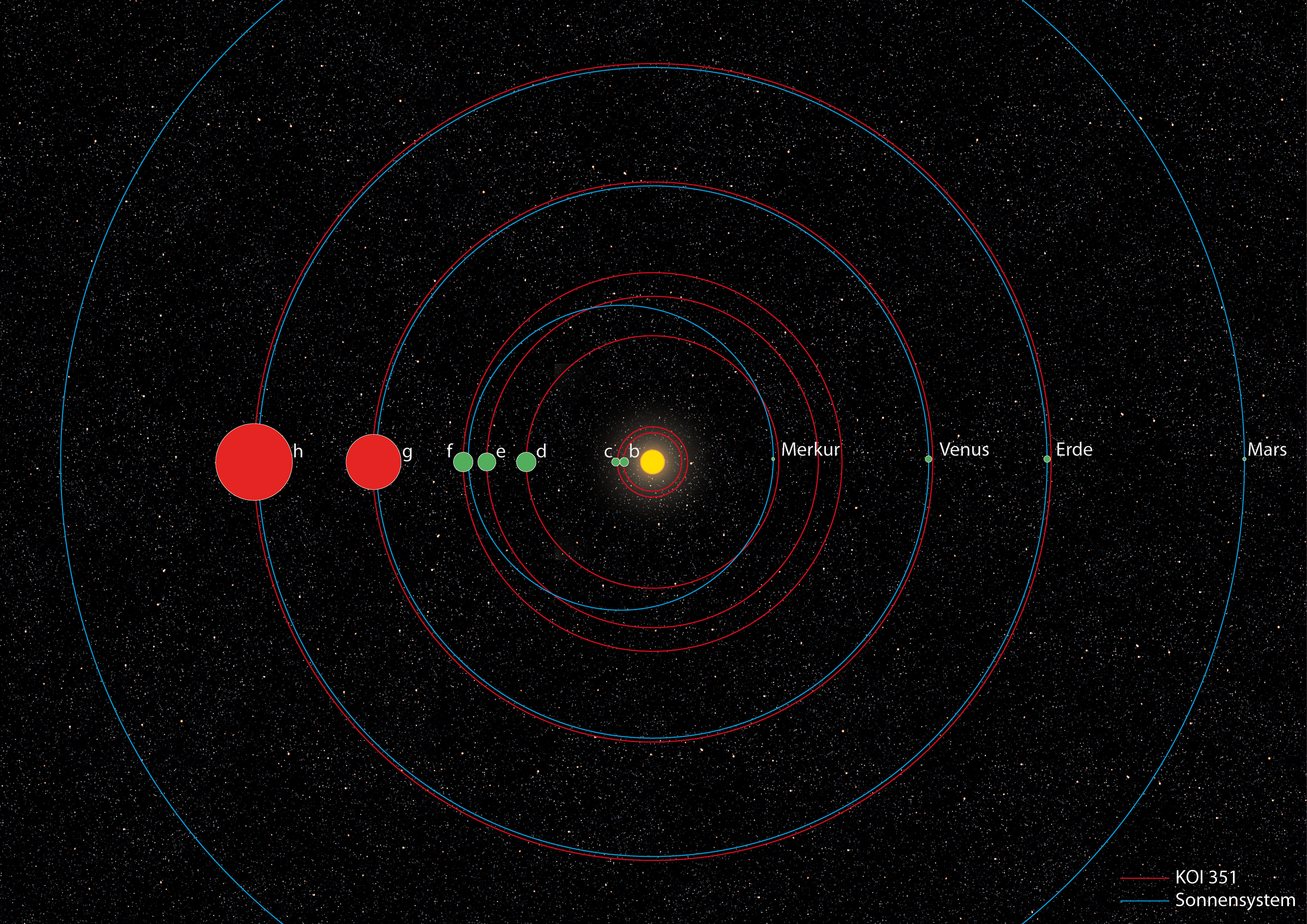
Comparação do sistema de Kepler-90 com o Sistema Solar

Kepler-90 (ou KOI-351) é uma estrela de sequência principal localizada a cerca de 2500 anos luz do Sol na constelação de Draco que é conhecida por ser o sistema solar com o segundo maior número de planetas confirmados na Via Láctea, com 8 no total.

## Sistema planetário
Os oito planetas de Kepler-90 estão divididos em três planetas rochosos internos semelhantes à Terra, três mininetunos intermediários e dois planetas gasosos externos. Alguns destes planetas mostram significativas variações de sincronização de trânsito.
| Planeta | Descobrimento | Massa  | Período orbital (d) | Semieixo maior (UA) | Raio (R⊕)   | Temperatura (K) | Inclinação (Graus) | Tempo de trânsito (h) |
| ------- | ------------- | ------ | ------------------- | ------------------- | ----------- | --------------- | ------------------ | --------------------- |
| b       | 2013          | 3 M⊕   | 7,00815 ± 1,9e-05   | 0,074 ± 0,016       | 1,31 ± 0,17 | 1056,0          | 89,4 ± 1,5         | 3,99 ± 0,15           |
| c       | 2013          | 3 M⊕   | 8,71938 ± 2,7e-05   | 0,089 ± 0,012       | 1,19 ± 0,14 | 981,0           | 89,68 ± 0,74       | 4,41 ± 0,18           |
| i       | 2017          | 0.30M  | 14,44912            | 0,1234              | 8.419,1 KM  | 426,0           | Sem informação     | Sem informação        |
| d       | 2013          | 10 M⊕  | 59,7367 ± 3,8e-04   | 0,32 ± 0,05         | 2,87 ± 0,3  | 518,0           | 89,71 ± 0,29       | 8,4 ± 0,19            |
| e       | 2013          | 10 M⊕  | 91,939 ± 7,3e-04    | 0,42 ± 0,06         | 2,66 ± 0,29 | 448,0           | 89,79 ± 0,19       | 9,71 ± 0,19           |
| f       | 2013          | 10 M⊕  | 124,914 ± 1,9e-03   | 0,48 ± 0,09         | 2,88 ± 0,52 | 592,0           | 89,77 ± 0,31       | 10,94 ± 0,25          |
| g       | 2013          | 1,7 MN | 210,607 ± 4,3e-04   | 0,71 ± 0,08         | 8,1 ± 0,8   | 340,0           | 89,80 ± 0,06       | 12,593 ± 0,045        |
| h       | 2013          | 0,8 MJ | 331,6006 ± 3,7e-04  | 1,01 ± 0,11         | 11,3 ± 1,0  | 292,0           | 89,6 ± 1,3         | 14,737 ± 0,046        |